# Side Trax
Side Trax è un album di raccolta del gruppo musicale statunitense Ministry, pubblicato nel 2004.

## Tracce
1. Man Should Surrender – 3:40
2. Anthem – 4:45
3. Don't Stand In Line – 3:47
4. Ballad – 3:53
5. I Will Refuse – 4:17
6. No Bunny – 5:00
7. Apathy – 4:34
8. Better Ways – 5:23
9. Supernaut – 6:35
10. Hey Asshole – 8:06
11. Rubber Glove Seduction – 5:24
12. Favorite Things – 4:29
13. Show Me Your Spine – 4:57
14. No Name No Slogan (Hypo Luxa/Hermes Pan Mix) – 5:54
15. No Name No Slogan (Cabaret Voltaire Mix) – 9:04